# Ларрі Янг
Ла́ррі Янг (англ. Larry Young), справжнє ім'я Халі́д Ясі́н Абду́л Азі́з (англ. Khalid Yasin [Abdul Aziz]; 7 жовтня 1940, Ньюарк, Нью-Джерсі — 30 березня 1978, Нью-Йорк) — американський джазовий органіст.

## Біографія
Народився 7 жовтня 1940 року в Ньюарку, штат Нью-Джерсі. Його батько був органістом; навчався класичній грі на фортепіано. Професійно дебютував у 1957 році; грав з Лу Дональдсоном; Кенні Доргемом, Генком Моблі, Томмі Террентайном, Грантом Гріном; також виступав у різних ритм-енд-блюзових гуртах в Нью-Джерсі.
Створив власний гурт з гітаристом і ударником; записав свій перший альбом Testifying (New Jazz, 1960). У 1964 році концертував у Парижі з Дональдом Бердом і Натаном Девісом в клубі Le Chat Qui Pêche. Наприкінці 1960-х та на початку 1970-х його гра дещо змінилась: вона зазнала впливу Джимі Гендрікса та Джона Колтрейна, почав використовувати модальність і техніки фрі-джазу. Грав з Майлзом Девісом (1969), Джоном Мак-Лафліном (1970) і гуртом «Lifetime» Тоні Вільямса (1969—71).
Помер 30 березня 1978 року в Нью-Йорку від невиліковної пневмнонії у віці 37 років.

## Дискографія
- Testifying (New Jazz, 1960)
- Young Blues (New Jazz, 1960)
- Groove Street (Prestige, 1962)
- Into Somethin' (Blue Note, 1964)
- Unity (Blue Note, 1965)
- Of Love and Peace (Blue Note, 1966)
- Contrasts (Blue Note, 1967)
- Heaven on Earth (Blue Note, 1968)
- Mother Ship (Blue Note, 1969)
- Lawrence of Newark (Perception, 1973)
- Fuel (Arista, 1975)
- Spaceball (Arista, 1976)